# Autorizzazione ATC

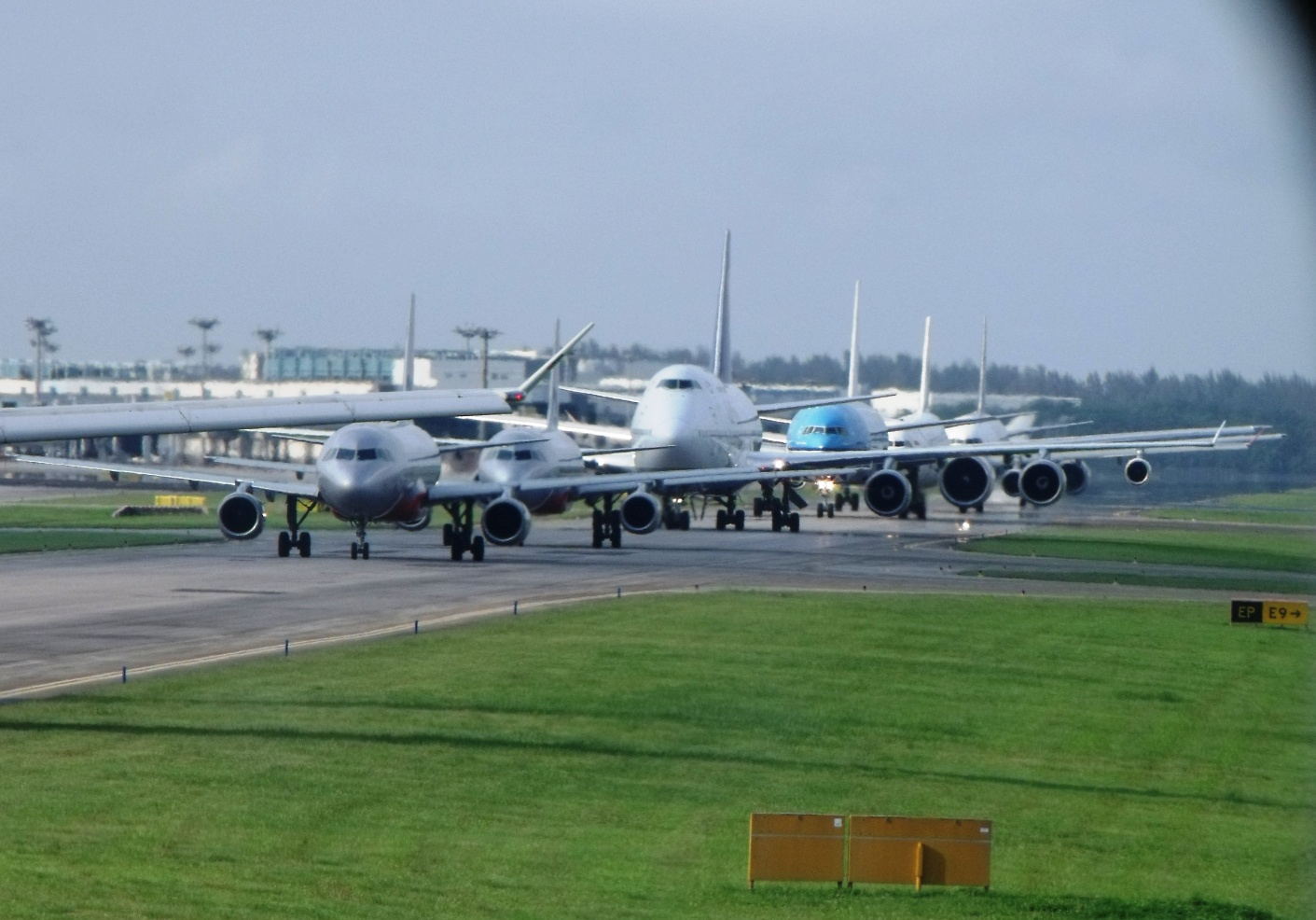
Le autorizzazioni ATC garantiscono il sicuro e ordinato flusso del traffico.

L'autorizzazione ATC o autorizzazione del controllo del traffico aereo (in inglese air traffic control clearance o ATC clearance), è un'istruzione rilasciata da un controllore del traffico aereo a un aeromobile per procedere secondo particolari condizioni. L'autorizzazione ATC è condizione necessaria e sufficiente a garantire adeguata separazione tra gli aeromobili in volo all'interno di spazi aerei controllati.

## Scopo delle autorizzazioni
Le autorizzazioni ATC sono emanate da un controllore del traffico aereo esclusivamente allo scopo di rendere spedito il traffico aereo e per separare gli aeromobili tra di loro. Le istruzioni sono emesse tenendo in considerazione non solo le interagenze tra un volo e l'altro, ma anche tra gli aeromobili in rullaggio e qualsiasi veicolo o eventuali ostacoli temporanei presenti sulle piste di decollo e sui raccordi.

## Procedure
Le autorizzazioni ATC sono emesse con sufficiente anticipo per consentire al pilota di eseguire le istruzioni tempestivamente.
Il termine autorizzazione ATC è spesso abbreviata in autorizzazione e, quando occorre definire una particolare parte del volo in cui l'istruzione rilasciata ha effetto, si utilizzano le seguenti locuzioni:
- autorizzazione alla messa in moto (in inglese start-up clearance);
- autorizzazione al rullaggio (in inglese taxi clearance);
- autorizzazione al decollo (in inglese take-off clearance);
- autorizzazione di partenza (in inglese departure clearance);
- autorizzazione di rotta (in inglese en-route clearance);
- autorizzazione all'avvicinamento (in inglese approach clearance);
- autorizzazione all'atterraggio (in inglese landing clearance).

Le autorizzazioni vengono emesse solamente presso aeroporti controllati o all'interno di spazi aerei controllati,, così come descritto nella documentazione messa a disposizione all'utenza dal servizio informazioni aeronautiche dei vari Stati e pubblicate nell'AIP.

### Autorizzazione alla messa in moto

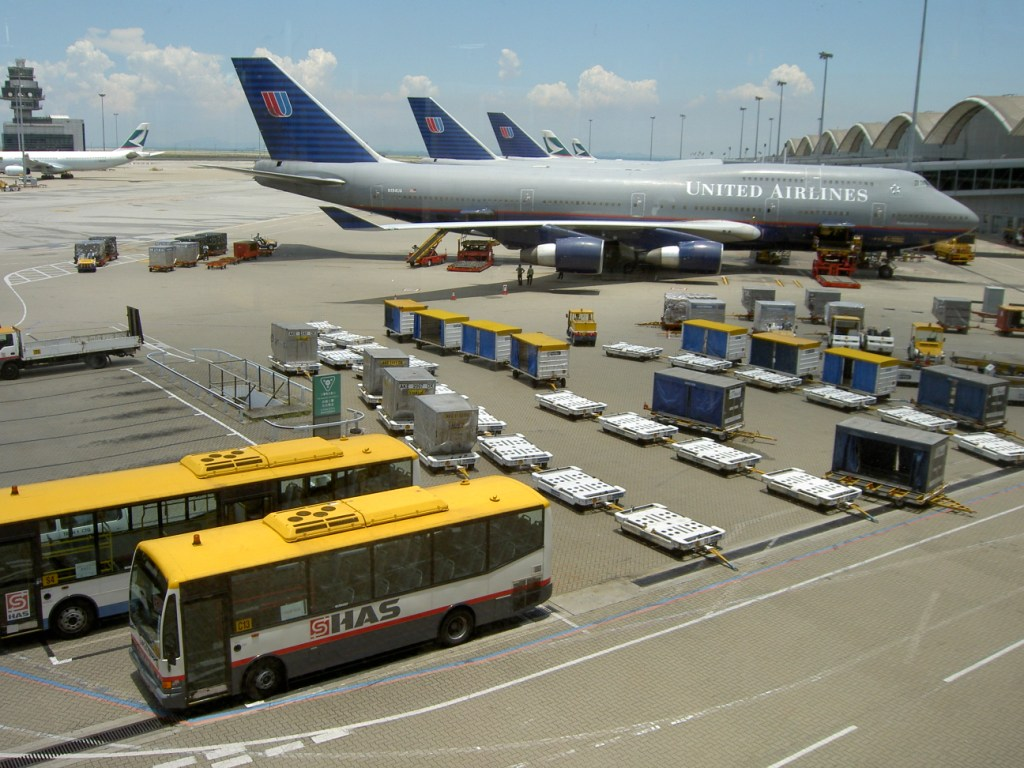
Aeromobili al parcheggio

Un volo programmato in partenza secondo le regole del volo strumentale, poiché potrebbe essere soggetto a ritardi prima di poter essere autorizzato al decollo, richiederà sulle appropriate frequenze l'autorizzazione alla messa in moto (start up clearance) secondo le procedure previste dalla normativa ATFM. Tali procedure permettono di minimizzare eventuali sprechi di carburante nel caso di lunghi ritardi alla partenza. Qualora non vi siano ritardi eccessivi, l'autorizzazione sarà concessa immediatamente, in caso contrario sarà comunicato al pilota il ritardo previsto per l'autorizzazione ad accendere i motori. Gli aeromobili in partenza secondo le  regole del volo a vista, al contrario, non necessitano di autorizzazione alla messa in moto.

### Autorizzazione al rullaggio

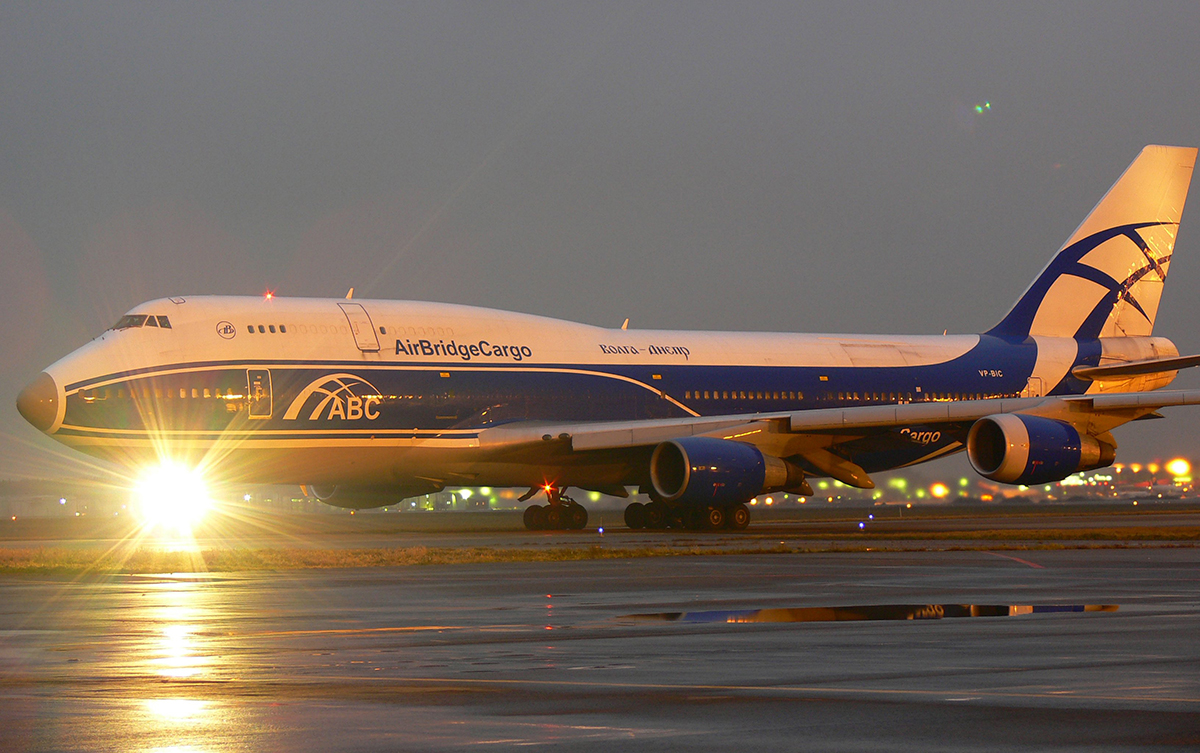
Un B-747 autorizzato al rullaggio

La torre di controllo di aerodromo emette l'autorizzazione al rullaggio che consente a un aeromobile di lasciare il parcheggio per dirigersi verso il punto attesa in prossimità della pista di decollo. L'autorizzazione, eventualmente integrata da informazioni di traffico, assicura all'aeromobile in movimento la separazione da altri veicoli che operano sulle vie di rullaggio.

### Autorizzazione al decollo

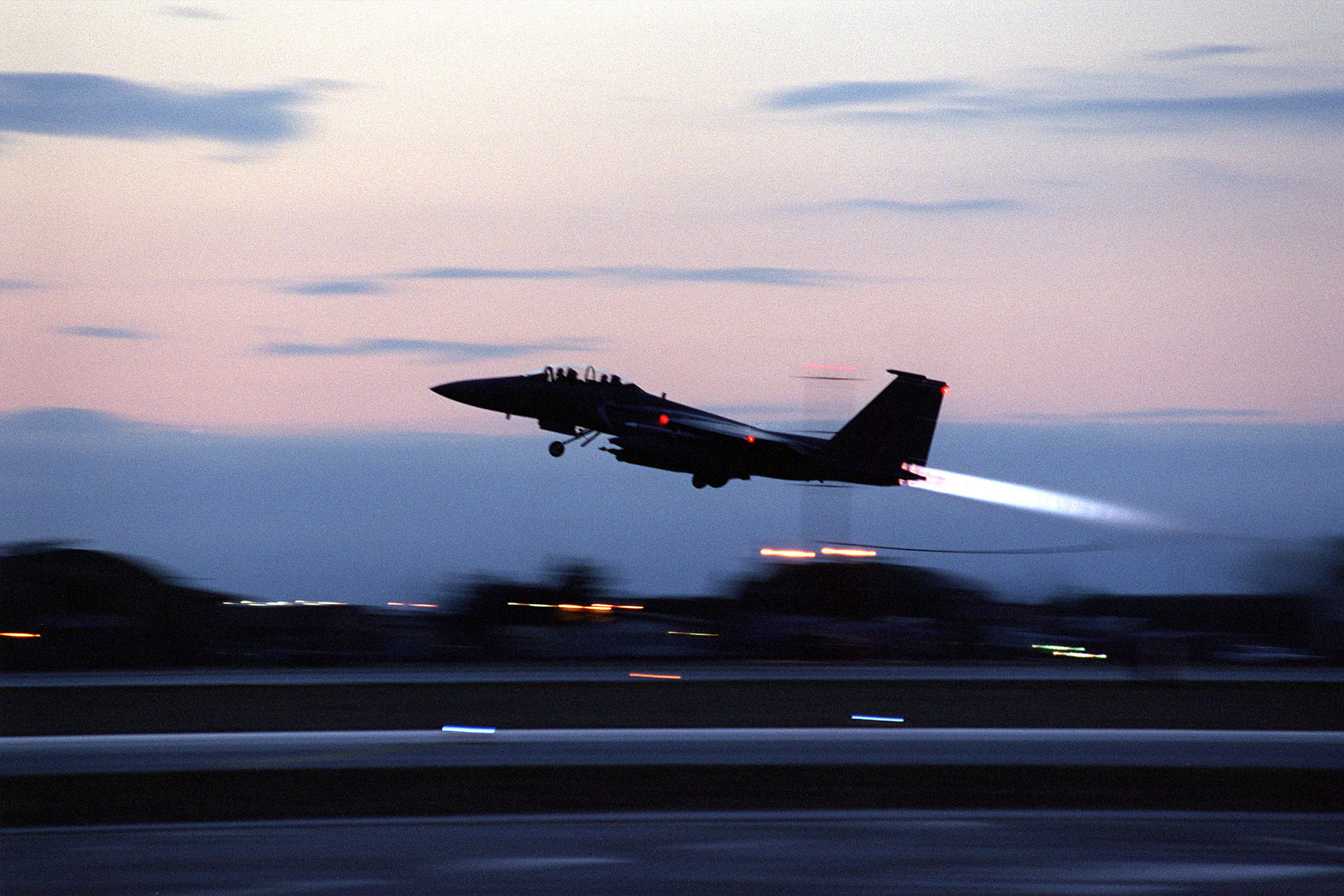
Un F-15 in decollo dall'aeroporto di Aviano

L'ingresso in pista e il successivo decollo degli aeromobili è accuratamente controllato dalla torre che emette a tale scopo le necessarie autorizzazioni. Al traffico in partenza sarà consentito di allinearsi e di decollare solo quando non vi siano altri aeromobili in atterraggio e quando la pista sia libera da ostacoli, aeromobili e veicoli. Poiché il decollo, come l'atterraggio, è un momento critico per la sicurezza, al fine di scongiurare illeciti utilizzi della pista da parte di traffico non autorizzato, l'istruzione all'ingresso in pista e al decollo deve essere ripetuta dal pilota, a garanzia della corretta interpretazione del messaggio ricevuto. Come ulteriore cautela, al fine di scongiurare errate interpretazioni di messaggi che possano portare un aereo a occupare la pista senza autorizzazione, la fraseologia impone l'uso della parola take-off (in italiano decollo) solo in associazione con la relativa autorizzazione e l'utilizzo del termine departure (in italiano partenza) in tutti gli altri casi.

### Autorizzazione di partenza
Un aeromobile in partenza secondo le regole del volo strumentale deve, prima del decollo, ricevere le prescrizioni da seguire immediatamente dopo il decollo; l'insieme di queste istruzioni, che prende il nome di autorizzazione di partenza, viene emessa da un centro di controllo d'area (ACC) o da un centro di controllo di avvicinamento (APP) ed è composto dai seguenti elementi:
1. il nominativo dell'aeromobile cui l'autorizzazione si riferisce;
2. il limite fino al quale l'autorizzazione ha effetto (normalmente l'aeroporto di destinazione);
3. la Standard Instrument Departure;
4. la quota iniziale;
5. il codice transponder assegnato;
6. ulteriori istruzioni necessarie come, ad esempio, la frequenza radio da selezionare dopo il decollo e l'ente ATC da contattare.

Subito dopo il decollo, l'aeromobile si atterrà all'autorizzazione di partenza ricevuta che può essere modificata dal controllore del traffico aereo a seconda dell'evolversi della situazione di traffico, in funzione delle separazioni da applicare o, se disponibile, grazie all'impiego di un sistema radar che consente di agevolare il traffico.

### Autorizzazione di rotta

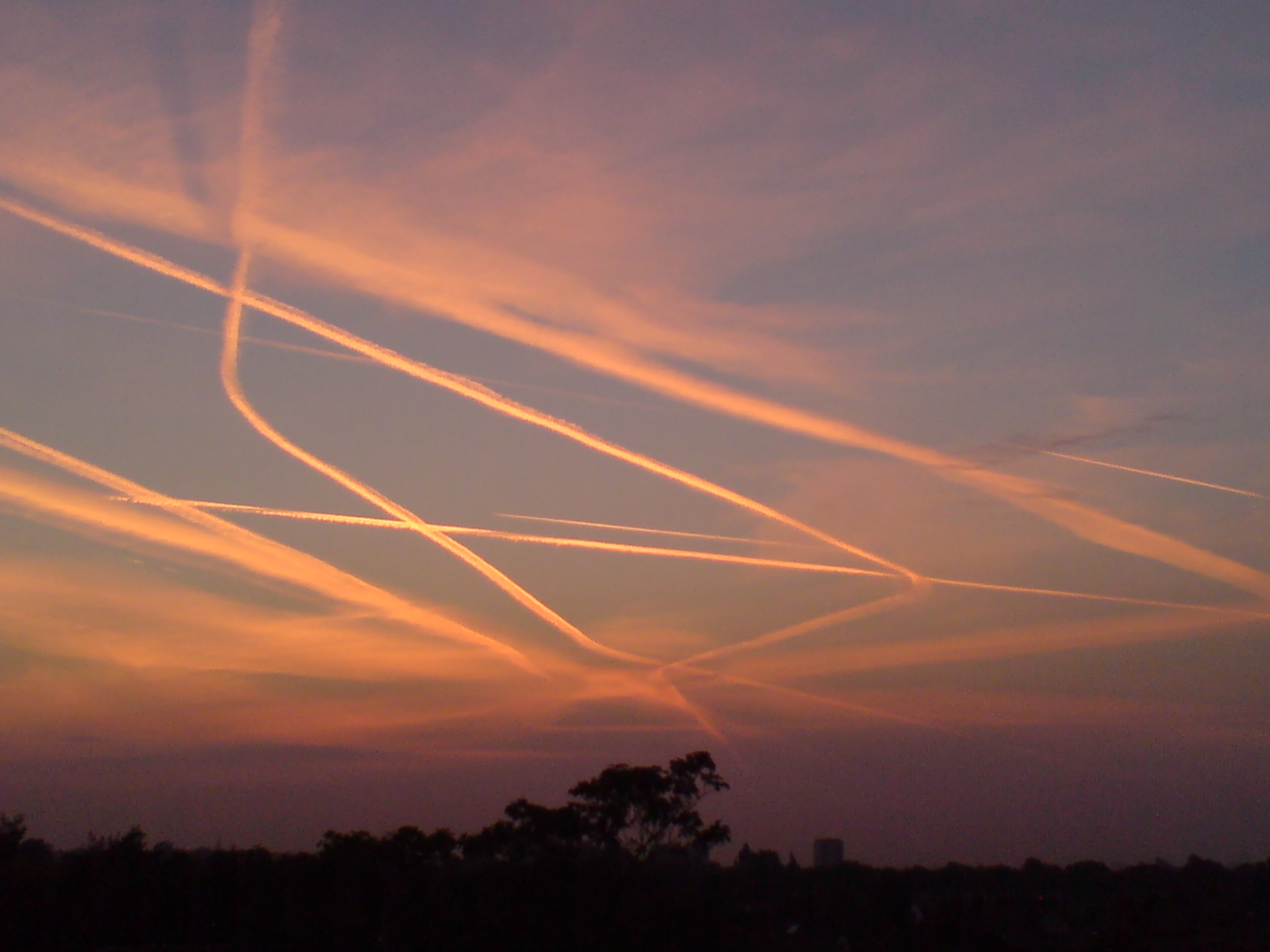
Le autorizzazioni di rotta garantiscono la separazione tra gli aeromobili in volo di crociera.

Dopo che un'autorizzazione di partenza è stata emanata, è responsabilità del controllo del traffico aereo modificare le istruzioni aggiornandole a seconda dell'evolversi del traffico in atto o delle richieste del pilota. Queste prescrizioni prendono il nome di autorizzazioni di rotta e includono anche le autorizzazioni alle salite degli aeromobili al livello di crociera e la loro discesa per l'atterraggio.

### Autorizzazione all'avvicinamento
Ogni aeromobile IFR all'ingresso di una zona di controllo di avvicinamento riceve dall'ente competente (un APP o un ACC) l'autorizzazione all'avvicinamento. Tale istruzione contiene l'indicazione della rotta strumentale standard di arrivo e della procedura di avvicinamento strumentale autorizzate. In alternativa l'aeromobile in arrivo può essere guidato da un controllore grazie all'impiego di un sistema radar, mediante una procedura denominata vettoramento radar.

### Autorizzazione all'atterraggio
Nel tratto finale del volo l'aeromobile riceve dalla torre di controllo l'autorizzazione all'atterraggio che, analogamente all'autorizzazione al decollo, garantisce all'aeromobile in arrivo che la pista sia libera da altri veicoli in partenza o in atterraggio e da eventuali veicoli o ostacoli.

## Responsabilità
Gli enti del controllo del traffico aereo hanno la responsabilità di emanare le opportune autorizzazioni per prevenire collisioni e rendere spedito e ordinato il flusso di traffico. La necessità di rispettare le autorizzazioni ATC ricevute da un ente del controllo del traffico aereo non esonera tuttavia il pilota a rispettare la regolamentazione attinente alla sicurezza delle operazioni di volo né lo esonera dalla responsabilità derivante da possibili violazioni di norme e regolamenti. In funzione di ciò, qualora il pilota ritenga che un'autorizzazione ricevuta non sia adeguata, ad esempio in considerazione delle capacità operative del proprio aeromobile, delle condizioni meteorologiche o di altro traffico osservato, può richiedere la modifica delle istruzioni ricevute.